# Silentiarius (Hofamt)
Ein silentiarius (Plural silentiarii, von lateinisch silentium [„Ruhe“]; später hellenisiert zu griechisch silentiarios [σιλεντιάριος]) war der Träger eines spätrömischen und byzantinischen Hofamtes.
Bereits im 1. Jahrhundert n. Chr. gab es Sklaven (später Freigelassene), die am Hof für Ruhe und Ordnung unter den Dienern zu sorgen hatten. Auch in reichen Privathaushalten wurden solche Aufgaben für gewöhnlich einem oder mehreren Bediensteten übertragen. Unter Konstantin dem Großen wurde dann aber für diese Aufgabe im kaiserlichen Palast das Hofamt des silentiarius geschaffen. Das Edikt, in dem es erstmals erwähnt ist, wird entweder auf 326 oder auf 328 datiert. Die Träger wurden vom praepositus sacri cubiculi beaufsichtigt und unterstanden möglicherweise der Rechtsprechung des magister officiorum, vielleicht jedoch auch ausschließlich der des Kaisers. Sie wurden aus dem Senatorenstand rekrutiert, waren aber von den Verpflichtungen ihrer Standesgenossen befreit.
Am Kaiserhof von Konstantinopel gab es (so für das Jahr 437 belegt) insgesamt 30 silentiarii, die von drei decuriones sacri palatii geführt wurden. Viele von ihnen stiegen in der Spätantike zu Vertrauten der oströmischen Kaiser oder Kaiserinnen auf. Daneben übernahmen sie auch einige informelle Aufgaben, die über die Verwaltung der Dienerschaft hinausgingen. So trugen sie das Hofamt des Marschalls, verkündeten die Versammlungen des Hofrats (consistorium; diese Handlung wurde als silentium nuntiare bezeichnet) und bewachten den Kaiser bei militärischen Expeditionen. Daneben waren sie je nach Gelegenheit aber auch als Überbringer wichtiger Botschaften, bei allgemeinen Offiziersdiensten oder als Mitglied im Gefolge der Kaiserfrauen bei öffentlichen Auftritten tätig.
Im Jahr 415 wurden die silentiarii, die zuvor unter den Hofämtern noch eine vergleichsweise niedrige Position innegehabt hatten, zu spectabiles erhoben und im Verlauf des 5. Jahrhunderts mit verschiedenen Privilegien ausgezeichnet. Ihre Dekurionen stiegen im folgenden Jahrhundert gar zu illustres auf, einer von ihnen, Anastasios I., war 491 bereits Kaiser geworden. Mit Gubazes, einem Herrscher der Lasen, wurde auch ein regierender König Mitglied der silentiarii. Da diese direkt dem Kaiser unterstanden, wurden sie trotz ihrer zahlenmäßig eher geringen Größe wie die Leibgarde des Herrschers als schola bezeichnet. Bereits ab dem 6. Jahrhundert ging ihre faktische Bedeutung aber wieder zurück und reduzierte sich schließlich auf rein zeremonielle Aufgaben. 
In den Taktika Leos VI. erscheint der silentiarius nur noch als Titel, nicht mehr als Amt. Die letzte Nennung eines Trägers datiert in die Regierungszeit von Kaiser Nikephoros II. (963–969), möglicherweise existierte die Bezeichnung noch bis ins 11. und 12. Jahrhundert.